# Klînți, Dubno
Klînți (în ucraineană Клинці) este un sat în comuna Hirnîkî din raionul Dubno, regiunea Rivne, Ucraina.

## Demografie
Componența lingvistică a localității Klînți
     Ucraineană (98,58%)
     Rusă (1,42%)
Conform recensământului din 2001, majoritatea populației localității Klînți era vorbitoare de ucraineană (98,58%), existând în minoritate și vorbitori de rusă (1,42%).